# مايك براينت
مايك براينت (بالإنجليزية: Mike Bryant)‏ هو موسيقي إلكتروني ‏ بريطاني، ولد في 1 مايو 1960.

## وصلات خارجية
- مايك براينت على موقع ميوزك برينز (الإنجليزية)
- مايك براينت على موقع ديسكوغز (الإنجليزية)